# 加尼谷
40°07′10″N 44°43′23″E / 40.11944°N 44.72306°E
加尼谷（Garni Gorge）是位于亚美尼亚埃里温以东23公里处的一個峽谷。在峡谷上方的一个岬角上有建於公元一世纪的加尼神庙。峡谷两边是保存完好的由玄武岩柱构成的悬崖壁。